# Silvretta
Le massif de Silvretta est un massif des Alpes orientales centrales. Il s'élève entre l'Autriche (Vorarlberg et Tyrol) et la Suisse (canton des Grisons). Il tire son nom d'un sommet central du massif. Il occupe une surface de 771 km2.
Il appartient aux Alpes rhétiques.
Le Piz Linard est le point culminant du massif. Le glacier le plus important du massif est le glacier du Silvretta.

## Géographie

### Situation
Le massif se situe au nord de la Basse-Engadine et est entouré par le massif de Verwall au nord, le massif de Samnaun à l'est, la chaîne de Sesvenna au sud-est, la chaîne de l'Albula au sud-ouest, la chaîne de Plessur à l'ouest, et le Rätikon au nord-ouest.

### Sommets principaux

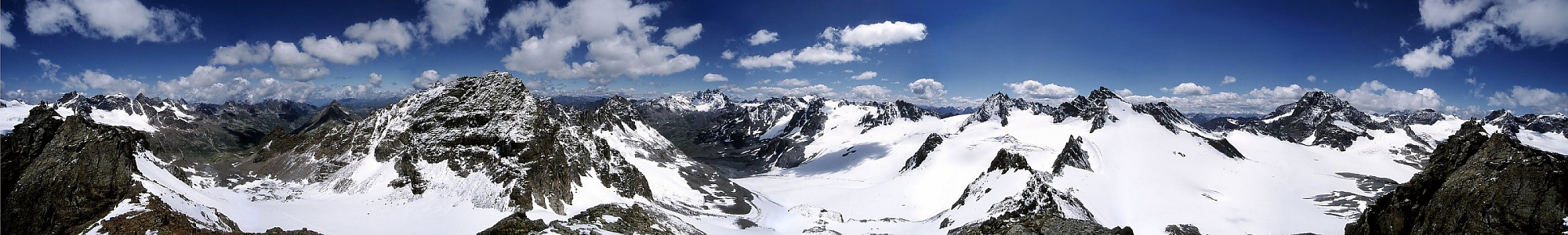
Panorama du massif de Silvretta depuis l'Ochsenkopf.

- Piz Linard, 3 410 m
- Fluchthorn, 3 398 m
- Piz Buin, 3 312 m
- Verstanclahorn (de), 3 297 m
- Piz Fliana (en), 3 281 m
- Silvrettahorn, 3 243 m
- Chapütschin, 3 232 m
- Augstenberg (en), 3 228 m
- Schneeglocke, 3 223 m
- Plattenhorn (en), 3 221 m
- Dreiländerspitze, 3 196 m
- Piz Tasna (en), 3 183 m
- Piz Mondin, 3 147 m
- Grosses Seehorn, 3 121 m
- Gross Litzner, 3 109 m
- Flüela Wisshorn (en), 3 085 m
- Piz Minschun (en), 3 072 m
- Ochsenkopf, 3 057 m
- Piz Faschalba, 3 051 m
- Piz Murtera (en), 3 044 m
- Piz Davo Lais (en), 3 027 m
- Pischahorn (en), 2 979 m
- Hohes Rad, 2 934 m
- Roggenhorn (en), 2 891 m
- Plattenspitze, 2 880 m
- Sattelkopf, 2 863 m
- Rotbüelspitz (en), 2 852 m
- Vermuntkopf, 2 851 m
- Chessler (en), 2 836 m
- Kromerspitze, 2 830 m
- Hochmaderer (en), 2 823 m
- Valgraggeskopf, 2 820 m
- Vallüla (en), 2 813 m

## Géologie
Les roches critallines qui composaient la région du massif actuel ont subi lors de son soulèvement un fort métamorphisme. Ainsi on y trouve principalement du gneiss riche en mica, du granite clair et des amphibolites.

## Activités

### Stations de sports d'hiver
- Davos
- Ftan
- Galtür
- Gashurn
- Sankt Gallenkirch
- Scuol